# Баничански манастир
Баничанският манастир „Успение Богородично“ е късновъзрожденски православен манастир край неврокопското село Баничан, България, част от Неврокопската епархия на Българската православна църква.

## Местоположение
Манастирският комплекс е разположен на хълм западно от Старото село. До него има аязмо с минерална вода.

## История
В 1902 година баба Цвета Серафимова открила заровена икона на Света Богородица и манастирът е изграден на мястото с труда на баничанци. Твърди се, че водата от манастира помага на жените да родят. Според плочата на църквата основен двигател на създаването на манастира е иконом Ангел Товиров. Манастирът е разширен в 1986 година и осветен от митрополит Пимен Неврокопски в 1991 година.